# インディアン・ウイスキー

ポンディシェリの酒屋の壁に描かれたバグパイパー・ウイスキーの広告。

特に英語圏でインディアン・ウイスキーと呼ばれるインドにおいて生産されるウイスキーについて述べる。インドで「ウイスキー」と表記されている蒸留酒は一般的に、発酵した廃糖蜜から蒸留された中性スピリッツに10‐12%ほどの少量の伝統的な意味でのモルト・ウイスキーを混合したものである。インド以外では、このような飲料はラムとして表記されることが多い。スコッチ・ウイスキー協会の2013年の報告によれば、欧州連合 （EU）と異なり、「インドにおいてはウイスキーの分類に関する従うべき定義は存在せず、インド国内の自発的な基準ではウイスキーを穀物から蒸留する必要も、熟成させる必要もない。廃糖蜜や中性スピリッツの使用、（もしあるとしても）限定的な熟成、そしてフレーバーの使用により、EUにおいてウイスキーと認められるインドの『ウイスキー』はわずかである。これらのスピリッツは、もちろん、本物のウイスキーとくらべて相当安い値段で生産できる」。インドで消費されるウイスキーの90%が廃糖蜜をベースにしたものであるが、全てがモルトやほかのグレーンから蒸留されたウイスキーも製造・販売されている。

## 歴史

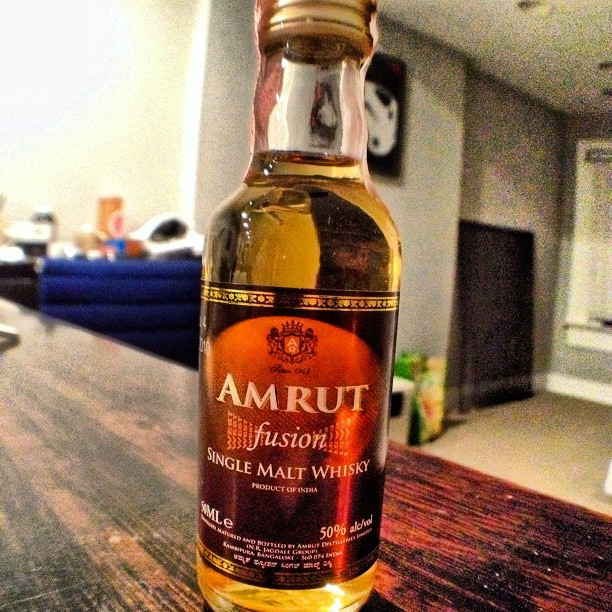
アムルットウィスキー

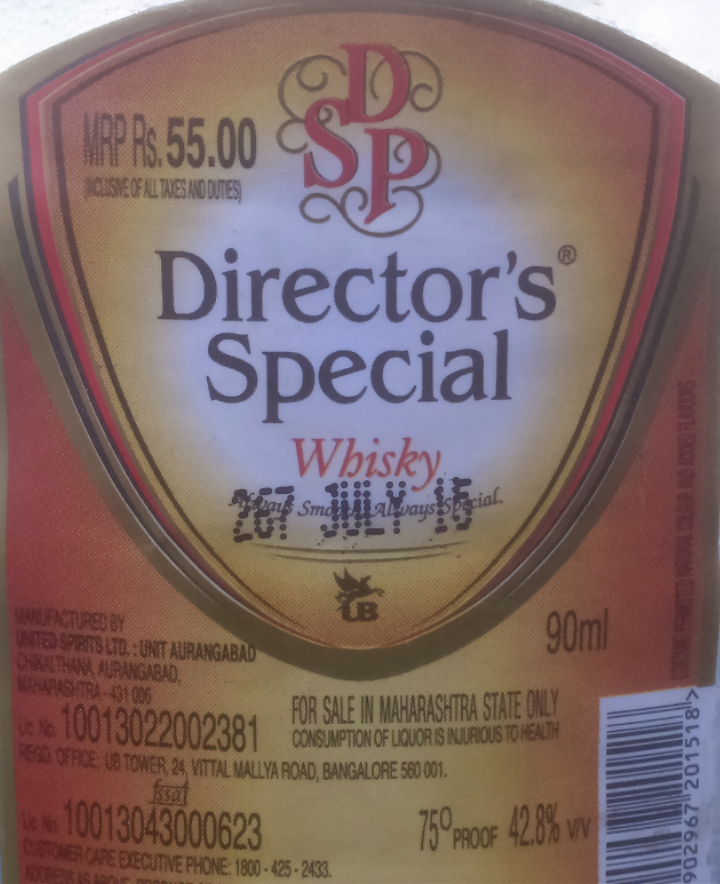
ディレクターズスペシャルウィスキー（ユナイテッド・スピリッツ・リミテッド）

スコッチ・ウイスキーを飲む習慣はイギリス領インド帝国時代の19世紀にインドにもたらされた。1820年代後半には、イングランドよりエドワード・ダイアー(Edward Dyer)がカソーリにインド初の醸造所を設立するため訪れた。この醸造所はすぐに近くのソラン（英領インドの夏首都であったシムラー付近に位置する）に移動したが、それは近くで新鮮な湧水が大量に入手できるからであった。カソーリ醸造所のあった場所は蒸留所に変わり、これがインド初の蒸留所となった。この蒸留所は現在モハン・ミーキンにより操業が行われている。
穀物によるアルコール製造は食糧不足による余剰穀物の不足により支障をきたした。アルコール製造企業に穀物の使用を許可することは、インドにおいては貧困とアルコールに対するアンビバレントな評価のため感情的な議論の対象になりやすかった。
インドにおける穀物から作られたモルトによるウイスキーの製造はアムルット蒸留所によって開拓された。1982年に、アムルット蒸留所の社長兼取締役であるNeelakanta Jagdaleは、当時インドの蒸留所の大半が廃糖蜜をアルコールにすることでウイスキーを製造していたのをよそに、モルトにされた大麦とモルトではない大麦をともに用いることで高級ウイスキーを製造することを決定した。アムルット蒸留所は廃糖蜜に加えてハリヤーナー州 パンジャープ州、ラージャスターン州の農家からの大麦の確保を開始し、1896年にCanteen Stores Departmentにてプレスティージ・ブレンデッド・モルト・ウイスキーの販売を開始した。最初のシングル・モルト・ウイスキーは18か月経つまでに商品化可能となった。インドでは当時シングル・モルトを消費する習慣がなかったので、会社はシングル・モルトとしてボトリングしようとは考えていなかった。その代わり、ウイスキーはサトウキビから蒸留されたアルコールと混ぜられて、マキントッシュ・プレミアム・ウイスキーが生産された。Neelakanta Jagdaleによれば、「アルコール飲料産業はこの国であまり重要なものではなかった。我々は中央食品技術調査研究所(CFTRI)の協力をある程度得たものの、進んだ蒸留技術を学ぶために独自の道を見つけなければならなかった」と語っている。
1990年代の自由化の後、輸入関税がゆるやかに低下し、約35%にまで引き下げられた。このことは蒸留所がさらに優れた技術に触れることを可能にした。また他の要素として、海外の競合製品が市場に参入し、これらのブランドはインドの富裕層にとってより正統で魅力的なものとみられるようになった。インドの蒸留所は業績維持のために品質の向上を強いられた。このことはいくつかのインドの製造者が海外の酒類会社を買収することにつながった。ビジェイ・マリヤの指揮により、インドの企業ユナイテッド・ブリュワリーズは数々のスコットランドの著名なウイスキーブランドや蒸留所を買収していった。そのなかには、ダルモア、アイル・オブ・ジュラ、そしてホワイト・アンド・マッカイが含まれる。ユナイテッド・ブリュワリーズはこれらのスコットランドの設備で生産を増加させ、インバーゴードンにてウイスキーの生産を倍加させるために移動した。そのようにして生産されるウイスキーの中にはインドの廃糖蜜ベースのウイスキーとのブレンドに使われるものもあった。
アムルット蒸留所は2004年の8月24日に、インドで製造された最初のシングル・モルト・ウイスキーであるアムルットを発売した。アムルット・シングル・モルト・ウイスキーの生産はプレスティージ・モルト・ウイスキーに使用するために作られたモルト原酒が余ってしまった結果行われたのであった。当初、アムルットはブレンドを行う前にモルト・ウイスキーを一年ほど熟成させていた。しかし、顧客の嗜好の変化により、ブレンディッドにはより少量のモルト・ウイスキーが使用されるようになっていた。アムルット蒸留所のマスター・ブレンダーであるSurinder Kumarは、気候の違いにより、インドにおける樽熟成1年はスコットランドにおける3年に相当すると試算した。ジョン蒸留所は設立以来ブレンディッド・ウイスキーを作ってきたが、市場の高級部門に参入するため、2008年にシングル・モルト・ウイスキーを製造することを決めた。ジョン蒸留所はウイスキーにインド独自の特徴を与えるため、最初のボトリングでインドの原材料を使用することを選んだ。2012年の10月4日に、「ポール・ジョン・シングル・カスク・161・ウイスキー」と銘打たれたポール・ジョン・ウイスキーの最初の製品が正式に発売された。このブランドの第二弾はも2012年に「ポール・ジョン・シングル・カスク・163・ウイスキーとして発表された。シングル・カスクの製品の発売後、2013年にポール・ジョンは二つのシングル・モルト・ウイスキーをリリースした。それぞれ、ポール・ジョン・シングル・モルト・ウイスキー・ブリリアンス(Paul John Single Malt Whisky Brilliance)とポール・ジョン・シングル・モルト・ウイスキー・エディティッド(Paul John Single Malt Whisky Edited)という製品名だった。。

## 国内市場
インドのウイスキー市場は中華人民共和国、ロシアに次いで世界に三番目に大きい。中央政庁と州政府の両方によって設けられた税制により、インドのウイスキーは複雑な税体系を持っている。輸入税は輸入蒸留酒に中央政府によって適用される。州レベルの税はそれぞれの州によって徴収され、課税の程度と方法が大きく異なっている。アルコールの販売を州として禁止しているところもある。
ウイスキーはインド政府が規定するインド産海外酒類の60%を占める。2010年の時点で、インドは量的に世界のウイスキー市場の半分近くを占めている。市場は全般的に価格に即した部門で分けられている。

## 貿易に関する論争
インドにおいて国内で蒸留された廃糖蜜ベースのウイスキーの消費は150%の関税障壁によって奨励されており、インドに輸入されたウイスキーは大幅な値上げを強いられている。スコットランドの蒸留所自身のブランドの名を冠した輸入スコッチ・ウイスキーは市場全体からみて1%のシェアしか持たない。輸入ウイスキーへの重い課税はスコッチ・ウイスキー協会(SWA)により「純然たる保護貿易主義」に分類されている。インドの蒸留所は、欧州連合における廃糖蜜ベースの蒸留酒を「ウイスキー」として販売することを禁ずる規則も一種の保護貿易だとして非難している。マラヤは「イギリスの帝国主義による負担は受け入れることができない」としてEUの廃糖蜜ベースのウイスキーの拒絶に反対している。SWAの訴えによりインドで行われた裁判で、デリー高等裁判所は2006年の4月にインドのウイスキー製造会社が製品に「スコット」もしくは「スコッチ」の文言を用いてラベリングすることを禁じた。しかし、2008年の5月27日に、最高裁判所は Khoday India Limitedの主張を認め、ウイスキー・ブランドピーター・スコットの商標を使い続けることを許可した。
インドは2012年の時点で量的に世界で5番目に大きいスコッチ・ウイスキーの市場であり（純粋なアルコール換算で1642万リットル）、金額的には19番目に大きい市場である(6159万ポンド)。

## 製造会社
アルファベット順にインドのウイスキー会社を記載する。括弧内は本社所在地
- Alcobrew Distilleries India  Limited(グルガーオン、ハリヤーナー州)
- Allied Blenders and Distillers Ltd
- アムルット蒸留所 (バンガロール、カルナータカ州)
- Diageo India Pvt Ltd. (ムンバイ、マハーラーシュトラ州)
- Jagatjit Industries
- ジョン蒸留所 (バンガロール、カルナータカ州)
- Khemani Group
- Khoday India Limited (バンガロール、カルナータカ州)
- Premier Distilleries
- Mohan Meakin (ガーズィヤーバード、ウッタル・プラデーシュ州)
- N.V. Group
- Radico Khaitan (ラームプル、ウッタル・プラデーシュ州)
- Seagram Manufacturing Ltd、ペルノ・リカール傘下。
- Shivalik Distilleries(パンジャーブ州)
- Som Distillery
- Tilaknagar Industries
- ユナイテッド・スピリッツ・リミテッド (バンガロール、カルナータカ州)
- Vinbros & Co.

### 消滅
下記の製造会社は操業停止している。
- Shaw Wallace (コルカタ、西ベンガル州) - ユナイテッド・スピリッツ・リミテッドに併合。